# Септимий Басс
Септимий Басс (лат. Septimius Bassus) — римский политический деятель начала IV века.
В 317 году Басс назначается префектом Рима, которым был с небольшим перерывом (в 318 году, когда летом его сменял Юлий Кассий). Возможно, сын Луция Септимия Севера и Помпонии. Был женат и имел дочь Септимию, родившуюся около 305 года. Она стала женой сенатора и, возможно, родила ему сына. Внуком Басса был префект Рима Луций Валерий Септимий Басс. Больше о нём ничего неизвестно.